# Flujo compresible

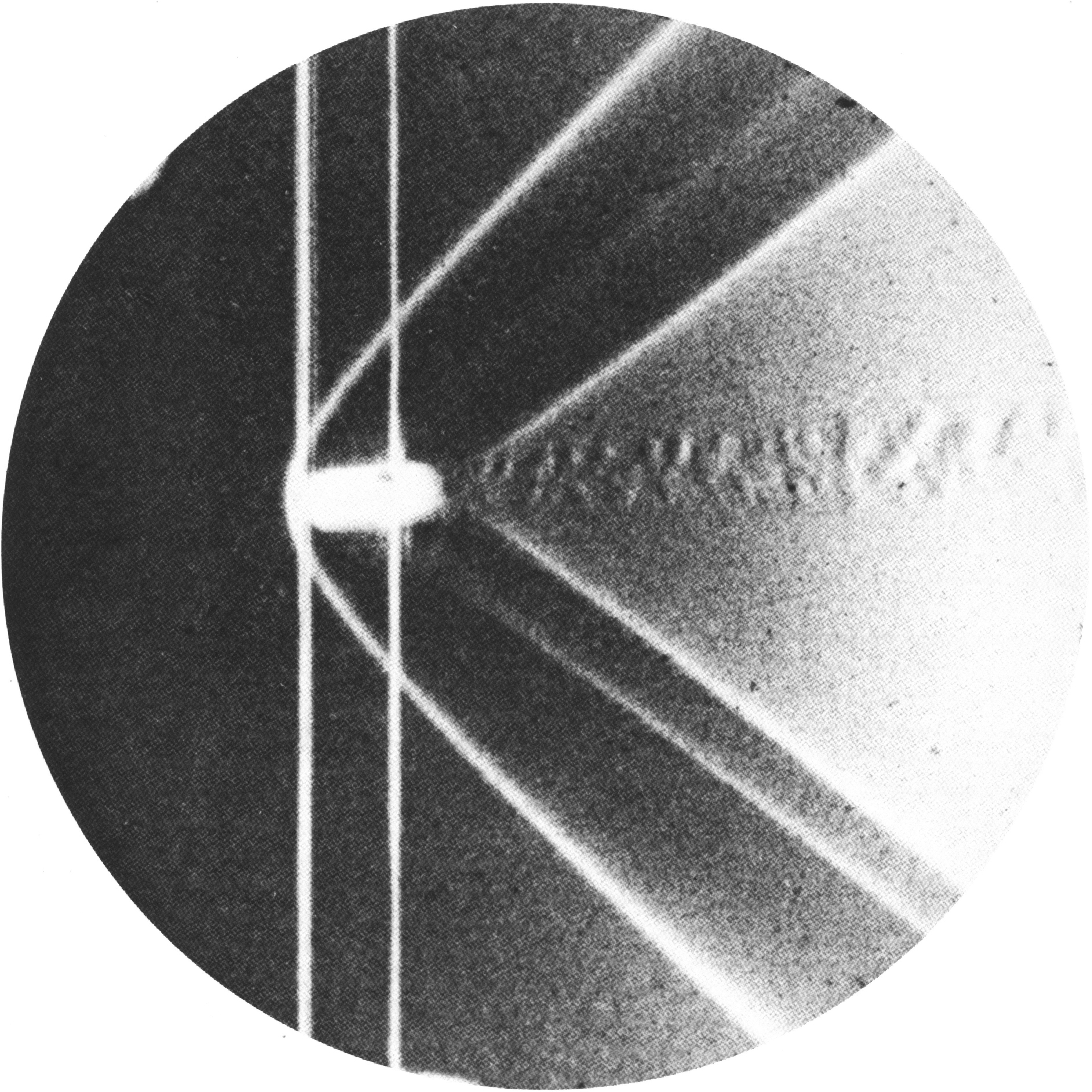
Ondas de choque.

Todos los fluidos son compresibles, incluyendo los líquidos. Cuando estos cambios de volumen son demasiado grandes se opta por considerar el flujo como compresible (que muestran una variación significativa de la densidad como resultado de fluir), esto sucede cuando la velocidad del flujo es cercano a la velocidad del sonido. Estos cambios suelen suceder principalmente en los gases ya que para alcanzar estas velocidades de flujo en líquidos, se precisa de presiones del orden de 1000 atmósferas, en cambio un gas sólo precisa una relación de presiones de 2:1 para alcanzar velocidades sónicas. La compresibilidad de un flujo es básicamente una medida en el cambio de la densidad. Los gases son en general muy compresibles, en cambio, la mayoría de los líquidos tienen una compresibilidad muy baja. Por ejemplo, una presión de 500 kPa provoca un cambio de densidad en el agua de solamente 0,024% (a temperatura ambiente). En cambio, esta misma presión aplicada al aire provoca un cambio de densidad de 250%. Al estudio de los flujos compresibles se le conoce como dinámica de gases, siendo esta una nueva rama de la mecánica de fluidos, la cual describe estos flujos.
En un flujo usualmente hay cambios en la presión, asociados con cambios en la velocidad. En general, estos cambios de presión inducirán a cambios de densidad, los cuales influyen en el flujo, si estos cambios son importantes los cambios de temperatura presentados son apreciables. Aunque los cambios de densidad en un flujo pueden ser muy importantes hay una gran cantidad de situaciones de importancia práctica en los que estos cambios son despreciables.
El flujo de un fluido compresible se rige por la primera ley de la termodinámica en los balances de energía y con la segunda ley de la termodinámica, que relaciona la transferencia de calor y la irreversibilidad con la entropía. El flujo es afectado por efectos cinéticos y dinámicos, descritos por las leyes de Newton, en un marco de referencia inercial –aquel donde las leyes de Newton son aplicables-. Además, el flujo cumple con los requerimientos de conservación de masa. Es sabido que muchas propiedades, tales como la velocidad del fluido en un tubo, no son uniformes a lo largo de la corriente. 

## Flujos según el número de Mach
Los flujos compresibles pueden ser clasificados de varias maneras, la más común usa el número de Mach (M) como parámetro para clasificarlo.
| Símbolo           | Nombre                            |
| ----------------- | --------------------------------- |
| {\displaystyle M} | Número de Mach                    |
| {\displaystyle V} | Velocidad del flujo               |
| {\displaystyle a} | Velocidad del sonido en el fluido |

- Prácticamente incompresible: M < 0,3 en cualquier parte del flujo. Las variaciones de densidad debidas al cambio de presión pueden ser despreciadas. El gas es compresible pero la densidad puede ser considerada constante.
- Flujo subsónico: M > 0,3 en alguna parte del flujo pero no excede 1 en ninguna parte. No hay ondas de choque en el flujo.
- Flujo transónico: 0,8 ≤ M ≤ 1,2. Hay ondas de choque que conducen a un rápido incremento de la fricción y éstas separan regiones subsónicas de supersónicas dentro del flujo. Debido a que normalmente no se pueden distinguir las partes viscosas y no viscosas este flujo es difícil de analizar.
- Flujo supersónico: 1,2 < M ≤ 5,0 Normalmente hay ondas de choque pero ya no hay regiones subsónicas. El análisis de este flujo es menos complicado.
- Flujo hipersónico: M > 5,0 Los flujos a velocidades muy grandes causan un calentamiento considerablemente grande en las capas cercanas a la frontera del flujo, causando disociación de moléculas y otros efectos químicos. El número de Mach de un Jet en el aire es mayor a 5 por lo que el aire tiene flujo supersónico.

## Flujos internos compresibles
Se denomina flujo interno aquel que está delimitado en el interior de un conducto. Este es el caso del flujo en tuberías, toberas o difusores.
Las fórmulas generales para flujo interno compresible dependen de los llamados coeficientes de influencia de forma general. Dichas expresiones generales no tienen soluciones analíticas. Sin embargo, para casos concretos donde ciertas magnitudes son constantes, se dan tipologías de flujos que sí han sido resueltas analíticamente.

### Flujo con calentamiento
Si se considera que el flujo no es adiabático (es decir, intercambia calor con el exterior) pero se puede despreciar el cambio de área y el efecto de la fricción, se da el modelo de flujo de Rayleigh. Dicho tipo de flujos se utiliza para modelar casos como la circulación de aire en cámaras de combustión de motores de aviación.
El modelo muestra como la adición de calor a un flujo lleva a este hasta la condición crítica de Mach=1. Es en dicho punto donde tiene la máxima entropía. Así, añadir calor acelera un flujo subsónico y decelera uno supersónico. Refrigerar el flujo produce el efecto contrario.

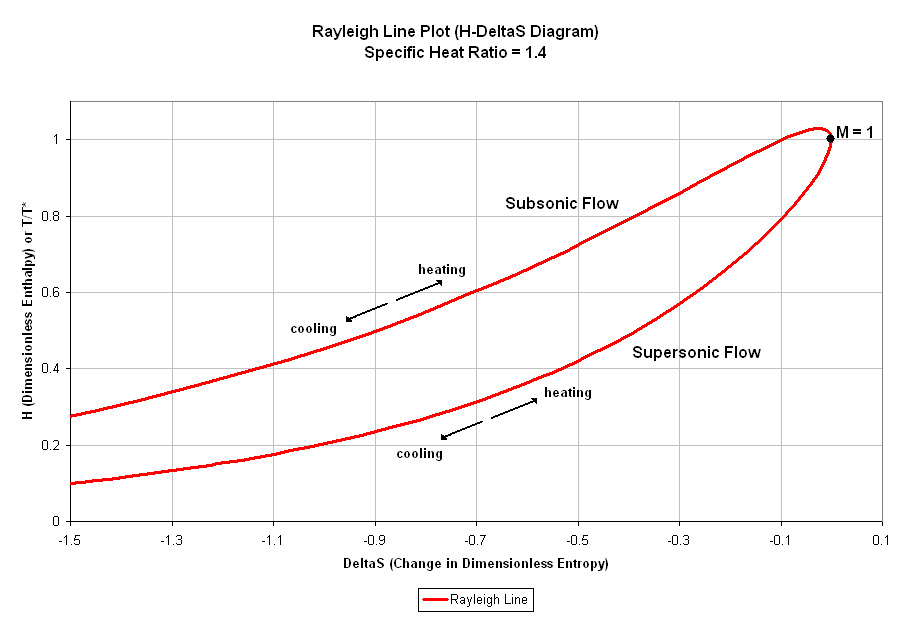
Diagrama H-ΔS. La línea roja marca los posibles estados del flujo al cambiar el número de Mach.

### Flujo con fricción
Para una corriente con un número de Mach superior a 1 en un conducto lo bastante largo, la fricción decelera el flujo hasta causar el bloqueo sónico. Para otra corriente con M<1, la fricción acelera el flujo hasta llegar a la misma situación para un conducto lo bastante largo. Se puede demostrar que para dicha situación de bloqueo, la entropía alcanza un máximo.

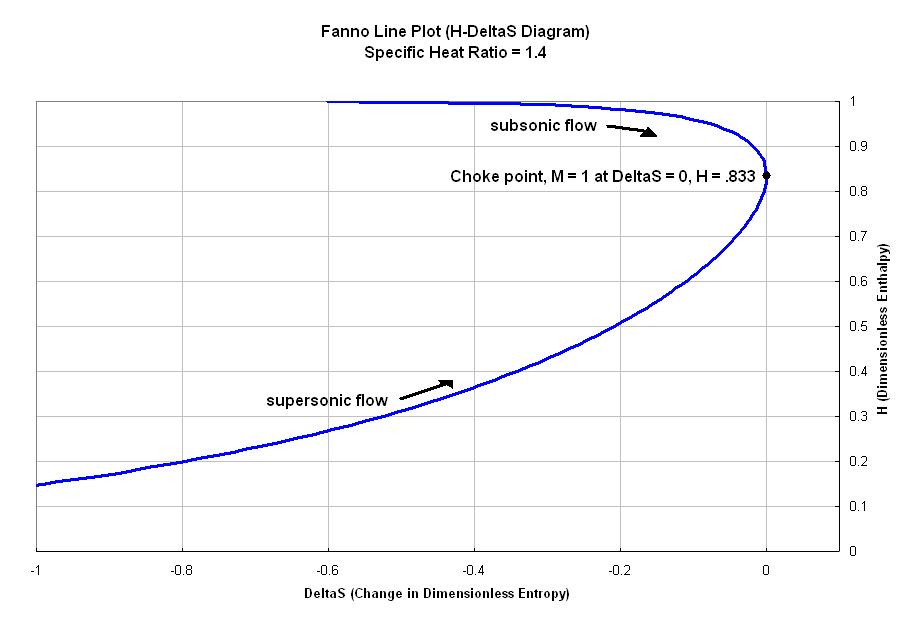
Línea característica del flujo de Fanno en el plano H-ΔS.